# Гвоздев, Евгений Васильевич
Евге́ний Васи́льевич Гво́здев (12 декабря 1918, Остров, Псковская губерния — 21 января 2012 года) — советский и казахстанский учёный-паразитолог. Доктор биологических наук (1967), профессор (1968), академик (1979). Заслуженный деятель науки Казахской ССР (1978).

## Биография
В 1944 году окончил Казахский государственный университет (ныне Казахский национальный университет имени аль-Фараби).
В 1976—1988 годах являлся вице-президентом Академии наук Казахской ССР; с 1997 года — почётный директор Института зоологии.
С 2003 года являлся почётным членом Паразитологического общества при Российской Академии наук.
Скончался 21 января 2012 года в Алма-Ате, похоронен там же.

## Научная деятельность
Автор более 300 научных работ, основные труды относятся к области общей гельминтологии, а также фауны и систематики паразитов рыб, птиц и млекопитающих Казахстана. Евгений Васильевич Гвоздев разработал вопросы природной очаговости гельминтозов домашних животных, изучил паразитофауну акклиматизированных в Казахстане животных, биологию нематод и ленточных червей, паразитирующих в охотничье-промысловых животных, выяснил роль птиц в распространении гельминтозов во время сезонных миграций, описал свыше 30 новых для науки видов гельминтов. Под руководством Гвоздева проводились исследования по расшифровке жизненных циклов гельминтов — возбудителей опасных заболеваний человека и животных.

## Награждения
Награждён двумя орденами Ленина, орденом Отечественной войны II степени, орденом Трудового Красного Знамени, орденом «Курмет».
В память о Е.В. Гвоздеве установлена мемориальная доска на доме по улице Кунаева, 158/160 в Алма-Ате.

## Основные научные работы
- Гвоздев Е. В. Паразитические черви куриных птиц Казахстана / Академия наук Казахской ССР. Институт зоологии. — Алма-Ата: Изд-во АН КазССР, 1958. — 265 с.
- Определение гельминтов зайцеобразных. — М.: 1970. (в соавторстве)
- Основы общей гельминтологии, в трёх томах. — М.: 1970, 1972, 1976. (в соавторстве)
- Паразиты — компоненты водных и наземных биоценозов Казахстана: Сб. статей / Редкол.: Е. В. Гвоздев (отв. ред.) и др.; АН КазССР, Ин-т зоологии. — Алма-Ата: Наука, 1981. — 190 с.
- Гвоздев Е. В. Животный мир Балхаша. — Алма-Ата, 1998.
- Гвоздев Е. В. Паразиты в биоценозах Казахстана. — Алма-Ата, 1998.